# 19178 Walterbothe
19178 Walterbothe (1991 RV2) là một tiểu hành tinh vành đai chính được phát hiện ngày 9 tháng 9 năm 1991 bởi F. Borngen và L. D. Schmadel ở Tautenburg.